# Psyllaephagus rhusae
Psyllaephagus rhusae är en stekelart som beskrevs av Prinsloo 1981. Psyllaephagus rhusae ingår i släktet Psyllaephagus och familjen sköldlussteklar. Inga underarter finns listade i Catalogue of Life.